# 7 Angels 7 Plagues
7 Angels 7 Plagues – amerykański zespół grający melodyjny metalcore. Grupa została założona w 1999 roku w Milwaukee, w Wisconsin. W 2002 roku została rozwiązana. 

## Ostatni skład
- Matt Matera – gitara
- Jared Logan – perkusja
- Matt Mixon – wokal
- Kyle Johnson – bas
- Ryan Morgan – gitara

## Byli członkowie
- Temo Rios – wokal
- Jesse Zaraska – wokal

## Dyskografia
- Until the Day Breathes and the Shadows Flee – wydane za środki zespołu – 2000
- Jhazmyne's Lullaby – Uprising Records – 2001